# Бриттон, Флойд
Флойд Бриттон Моррисон (исп. Floyd Britton Morrison, 21 апреля 1937, Колон — 29 ноября 1969, Койба) — панамский студенческий руководитель, член руководства Федерации студентов Панамы и Движения революционного действия, вооружённой борьбы против военных режимов в Панаме.

## Биография
Из семьи чёрных иммигрантов. Был одним из лидеров молодёжного и студенческого движения, в 1959 году принял участие в провальной попытке начать партизанскую борьбу и поступил в Университет Панамы. По образованию учитель. 
Посещал революционную Кубу, участвовал в антиимпериалистических конференциях, вступил в местную компартию — Народную партию Панамы. Был одним из организаторов протестов 9 января 1964 года, которым посвящён национальный праздник страны — День мучеников. Находясь под влиянием маоизма и геваризма, Бриттон покинул Народную партию из-за её умеренной позиции. 
После военного переворота 11 октября 1968 года, приведшего к власти Омара Торрихоса, был в числе левых активистов, арестованных Национальной гвардией по распоряжению ЦРУ. Бриттона отправили в лагерь на острове Койба, где он был забит до смерти в присутствии множества свидетелей.
По дате его гибели названо Движение национального освобождения 29 ноября, которое возглавляет его брат Федерико Бриттон.